# Clewer
Clewer (ook wel Clewer Village) is een dorp (village en civil parish) in het Engelse graafschap Berkshire. Het dorp ligt in het district Windsor and Maidenhead, het inwoneraantal is onbekend.